# Нобл (Арканзас)
Нобл (енгл. Knobel) град је у америчкој савезној држави Арканзас.

## Демографија
По попису из 2010. године број становника је 287, што је 71 (-19,8%) становника мање него 2000. године.
| Група             | 2000.       | 2010.       |
| Белци             | 346 (96,6%) | 282 (98,3%) |
| Афроамериканци    | 2 (0,6%)    | 0 (0,0%)    |
| Азијати           | 0 (0,0%)    | 0 (0,0%)    |
| Хиспаноамериканци | 10 (2,8%)   | 2 (0,7%)    |
| Укупно            | 358         | 287         |